# الهيئة الشرعية للحقوق والإصلاح
الهيئة الشرعية للحقوق والإصلاح (بالإنجليزية: Islamic Legitimate Body of Rights and Reformation أو ILBRR)‏ هي هيئة علمية إسلامية وسطية مستقلة، تتكون من مجموعة من العلماء والحكماء والخبراء.
تنطلق في وجودها من قوله تعالى:
{إِنْ أُرِيدُ إِلا الإصْلاحَ مَا اسْتَطَعْتُ وَمَا تَوْفِيقِي إلا بِاللهِ عَلَيْهِ تَوَكَّلْتُ وَإِلَيْهِ أُنِيبُ} (هود 88)، وتتخذ من قوله تعالى {يَا أَيُّهَا الَّذِينَ آمَنُوا كُونُوا قَوَّامِينَ بِالْقِسْطِ شُهَدَاءَ للهِ} (النساء 135)
شعارًا لها
.
تلتزم الهيئة بمجموعة من القيم والمبادئ التي تمثل منظومة متكاملة من ضوابط التفكير والسلوك، وعوامل التأثير في اتخاذ القرارات، ومن أبرزها: المنهجية الأخلاقية في العلم والعمل، والشمولية في الطرح والتناول لمختلف القضايا، والشورى في القرارات العلمية والعملية، والتخصصية، والتواصل والتعاون، وتقدير الآراء والأشخاص دون تقديس، ورعاية الحريات الإنسانية والحقوق المشروعة، فضلاً عن الجمع بين مصادر المعرفة الدينية والدنيوية، واعتماد مبدأ الوسطية الشرعية
.

## أغراض الهيئة وأهدافها
تتوخى الهيئة تحقيق الأهداف التالية
1. البحث في القضايا والمستجدات المعاصرة، بما يساعد على حماية الحريات والحقوق المشروعة وتحقيق العدالة الاجتماعية.
2. إيجاد مرجعية راشدة تُحْيِي وظيفة العلماء والحكماء في الأمة، لمعاونة أهل الحل والعقد في تدعيم الحريات وتحقيق الإصلاح.
3. العمل على وحدة الصف وجمع الكلمة، وتقديم الحلول للمشكلات المعاصرة وفقًا لمنهج الوسطية النابع من عقيدة أهل السنة والجماعة.
4. حماية الحريات الإنسانية، والحقوق الشرعية.
5. التنسيق مع مختلف القوى والمؤسسات الإسلامية والشعبية لتحقيق الأهداف المشتركة، وترسيخ القيم الإسلامية في الحياة المعاصرة بما يعيد بناء الإنسان وتنميته لإحداث نهضة حضارية شاملة.

## وسائل الهيئة
تسعى الهيئة لتحقيق أهدافها عبر الوسائل الآتية:
1. تشكيل لجان متخصصة ذات مهام دائمة أو مؤقتة ويعهد إليها القيام بالأعمال التي تحقق أغراض الهيئة وأهدافها.
2. عقد الاجتماعات الدورية والطارئة لاتخاذ المواقف المناسبة وبحث القضايا المهمة أو العاجلة.
3. عقد الندوات والملتقيات التي توضِّح رأي الهيئة في القضايا المثارة.
4. إصدار البيانات ومكاتبة ومحاورة الأفراد والجهات والهيئات الرسمية وغير الرسمية.
5. إنشاء موقع إلكتروني على شبكة المعلومات الدولية يتضمن بحوث الهيئة وأنشطتها وأخبارها.
6. الاستعانة بالخبراء والمتخصصين؛ للاستبصار فيما يعرض من قضايا معاصرة.
7. التفاعل المباشر مع وسائل الإعلام المختلفة.
8. إصدار دورية أو مجلة باسم الهيئة تتضمن البحوث والمقالات العلمية.
9. عقد ندوات ودورات علمية مختلفة، وبرامج متخصصة.
10. وللهيئة أن تتخذ من الوسائل والأساليب المشروعة ما تراه محقِّقًا لأهدافها.

## لجان الهيئة
تضم الهيئة لجانًا دائمة هي:
- لجنة البحوث العلمية
- لجنة الحقوق والحريات
- لجنة الدعوة والإصلاح
- لجنة الشباب وخدمة المجتمع
- لجنة التقنية والإعلام
- اللجنة الإدارية والمالية

وتتخذ الهيئة ما تراه مناسبًا في حينه من اللجان المؤقتة.

## أعضاء الهيئة
تضم الهيئة مجموعة من العلماء والأئمة والحكماء والمتخصصين، من كل التيارات الإسلامية، ومنهم
- علي السالوس (رئيس الهيئة)[5]
- طلعت عفيفي - عميد كلية الدعوة بجامعة الأزهر سابقاً (النائب الأول لرئيس الهيئة)
- محمد عبد المقصود (النائب الثاني لرئيس الهيئة)
- فضيلة الشيخ محمد حسان (النائب الثالث لرئيس الهيئة)
- محمد يسري إبراهيم (أمين عام الهيئة)
- أسامة حامد.[7]
- عبد الستار فتح الله - أستاذ التفسير وعلوم القرآن بجامعتي الأزهر وأم القرى
- محمود مزروعة - عميد كلية أصول الدين بجامعة الأزهر سابقًا
- عبد الله شاكر - الرئيس العام لـجمعية أنصار السنة المحمدية
- محمد عبد المقصود - الباحث الشرعي والداعية الإسلامي
- محمد إسماعيل المقدم - الباحث الشرعي والداعية الإسلامي
- الشيخ مصطفى محمد - الباحث الشرعي والداعية الإسلامي
- ياسر برهامي - الباحث الشرعي والداعية الإسلامي
- محمد خيرت الشاطر
- صفـوت حجازي - عضو مجلس الأمناء
- محمد هشام راغب - عضو مجلس الأمناء
- الشيخ ياسر حازم الباحث الشرعي والداعية الإسلامي

## الفعاليات
- تقوم الهيئة بعقد اجتماعات دورية وطارئة لاتخاذ المواقف المناسبة لبحث قضايا الأمة المصيرية، كما تعقد الندوات والملتقيات التي توضِّح قولها في القضايا المثارة.
- كما تصدر الهيئة الشرعية البيانات وتكاتب الأفراد والجهات والهيئات الرسمية وغير الرسمية.

## روابط خارجية
- "الهيئة الشرعية للحقوق والإصلاح تدعو لمؤتمر 9 يوليو بمدينة نصر". جريدة الأسبوع المصرية. 5 يوليو 2011. مؤرشف من الأصل في 2011-08-11. اطلع عليه بتاريخ 2011-07-05. {{استشهاد ويب}}: روابط خارجية في |ناشر= (مساعدة)